# Enfärgad trädkänguru
Enfärgad trädkänguru (Dendrolagus dorianus) är en pungdjursart som beskrevs av Edward Pierson Ramsay 1883. Dendrolagus dorianus ingår i släktet trädkänguruer, och familjen kängurudjur. IUCN kategoriserar arten globalt som sårbar.

## Utseende
Arten når en kroppslängd (huvud och bål) av 52 till 81 cm, en svanslängd av 40 till 94 cm och en vikt av upp till 20 kg. Djuret har väl utvecklade bakre extremiteter och en brunaktig päls. Håren vid djurets nacke har en annan riktning än de andra håren. Troligtvis minskas så vattenflödet mot ansiktet. Den långa svansen är bra täckt med päls och den används för att hålla balansen. Öppningen av honans pung (marsupium) är framåt.

## Utbredning
Denna trädkänguru förekommer på sydöstra Nya Guinea i bergstrakter som är 600 till 3 650 meter höga. Regionen är täckt av tropisk regnskog.

## Ekologi
Enfärgad trädkänguru klättrar med hjälp av fyra fötter i träd men på marken hoppar den på bakfötterna. Liksom andra trädkänguruer kan den göra upp till 9 meter långa hopp ner mot marken eller mot en lägre gren. En individ eller en liten flock vilar på dagen gömd i trädens kronor. Födan utgörs främst av frukter och blad.
Antagligen är fortplantningssättet lika som hos andra släktmedlemmar.

## Underarter
Arten delas in i följande underarter:
- D. d. dorianus
- D. d. mayri
- D. d. notatus